# Erich Ludwig Biberger
Erich Ludwig Biberger (* 20. Juli 1927 in Passau; † 5. April 2002 in Regensburg) war ein deutscher Schriftsteller, Journalist, Redakteur sowie Gründer und Leiter der Internationalen Literaturtage Regensburg. Er veröffentlichte auch unter dem Kürzel El Bi.

## Leben
Biberger wurde im Passauer Stadtteil Grubweg geboren. Er besuchte zunächst die Städtische Wirtschaftsaufbauschule und begann nach dem Zweiten Weltkrieg eine Lehre als Elektromonteur im Betrieb seines Vaters.
In dieser Zeit veröffentlichte er erste Gedichte und Rezensionen. Berufsbegleitend war er als freier Mitarbeiter verschiedener Zeitungen und als Lokalredakteur tätig. Von 1969 bis 1996 war er Leiter der Regensburger Schriftstellergruppe International und war Gründer und Leiter der Internationalen Literaturtage Regensburg. Er war langjähriges Mitglied des Kulturbeirats der Stadt Regensburg und 1969 Mitbegründer des Oberpfälzer Kulturbundes (OKB). Biberger verfasste vor allem Lyrik, erzählende und philosophierende Prosa, Essays und Aphorismen.

## Veröffentlichungen
- Dreiklang der Stille : Gedichte. Walhalla und Praetoria Verlag, Regensburg 1958.
- Rundgang über dem Nordlicht : Atomzeitmärchen. Walhalla und Praetoria Verlag, Regensburg 1958.
- Die Traumwelle. Lassleben, Kallmünz 1962.
- Denn im Allsein der Welt : Gedichte. Lassleben, Kallmünz 1966.
- Duadu oder Der Mann im Mond : Phantasien in Hörspielform. Lassleben, Kallmünz 1967.
- Quer : Lyrik-Anthologie (hrsg. zusammen mit Hermann Kuprian u. a.). Lassleben, Kallmünz 1974.
- Gar mancher : heitere bis satirische Reimereien. Lassleben, Kallmünz 1980.
- Andere Wege bis Zitterluft : ein lyrisches Alphabet. Lassleben, Kallmünz 1982.
- Was ist hier Schilf, was Reiher? : Gedichte in Haiku-Form. (mit Holzschnitten von Heinz Theuerjahr) Lassleben, Kallmünz 1984.
- Nichts als das Meer : Gedichte. 1985. (übertragen ins Niederländische von Elisabeth Augustin und Willem Enzinck: Niets dan de zee)
- Phantasie-Schutzgebiet : Haiku in deutsch und lateinisch. Lassleben, Kallmünz 1998. (lateinische Nachdichtung: Oskar Raith)
- Drei Millimeter Erdkugel : Gedichte ; deutsch/rumänisch. Lassleben, Kallmünz 1999. (übertragen ins Rumänische von Maria Banuș)
- Gott ist nicht so kleinkariert : Aphorismen, Widmungen, Gedanken. Lassleben, Kallmünz 2009. (hrsg. von Maria Biberger)

Textbeiträge
- Hans Lambert Heinrichs: Meereszeit : das Meer hat Zeit. Hochstein u. Co., Heidelberg 1965.
- Ernst Kutzer: Düstere Fahrt : 5 Lieder ; nach Gedichten von Erich Ludwig Biberger ; für tiefe Stimme und Gitarre. Verlag Josef Preissler, München 1988.

## Auszeichnungen
- 1974: Nordgau-Kulturpreis der Stadt Amberg